# Игуату (Сеара)
Игуату (порт. Iguatu)  —  муниципалитет в Бразилии, входит в штат Сеара. Составная часть мезорегиона Юго-центральная часть штата Сеара. Входит в экономико-статистический  микрорегион Игуату. Население составляет 92 260 человек на 2007 год. Занимает площадь 1 029,002 км². Плотность населения — 89,65 чел./км².

## История
Город основан 25 января 1953 года.

## Статистика
- Валовой внутренний продукт на 2005 составляет 428.084.000,00 реалов (данные: Бразильский институт географии и статистики).
- Валовой внутренний продукт на душу населения на 2005 составляет 4.660,00 реалов (данные: Бразильский институт географии и статистики).
- Индекс развития человеческого потенциала на 2000 составляет 0,692 (данные: Программа развития ООН).

## География
Климат местности: полупустыня.